# Streeppoot
De streeppoot (Paracorixa concinna) is een wants uit de familie van de duikerwantsen (Corixidae). De soort werd het eerst wetenschappelijk beschreven door Franz Xaver Fieber in 1848.

## Uiterlijk
De grotendeels  zwartbruine wants is altijd langvleugelig en kan 7 tot 8 mm lang worden. Het halsschild in donkerbruin, net als de voorvleugels en heeft negen of acht, af en toe vertakte, lichte dwarslijntjes. De lichte lijntjes zijn breder dan de ruimte tussen de lijntjes. De lijntjes op de voorvleugels zijn alleen aan het begin van de vleugels regelmatig, daarbuiten onregelmatig. De kop en de pootjes zijn geel. Van de achtertarsi is een gedeelte zwart, vandaar de Nederlandse naam.   

## Leefwijze
Het zijn goede zwemmers en ze kunnen ook goed vliegen. Ze geven de voorkeur aan grotere, voedselrijke, stilstaande soms brakke wateren. De soort komt de winter door als volgroeide wants en er is één generatie per jaar, mogelijk een tweede. 

## Leefgebied
In Nederland komt de soort algemeen voor in licht brakke delen van het kustgebied maar ook in de rest van Nederland in zoet water. De wants kan verder worden gevonden in gematigde streken van Europa tot in Turkije en de Kaukasus. Ze komen niet voor in Zuidwest-Europa, Italië en het grootste deel van Scandinavië en Noord-Rusland.